# Anthony Rokia
Anthony Rokia, né le 3 décembre 1972 à Douai, est un coureur cycliste français, professionnel de 1995 à 1999.

## Palmarès
- 1994
  - La Tramontane
  - 2e du Prix des Flandres Françaises
- 1998
  - 2e du Grand Prix Jef Scherens
- 2000
  - 5e étape du Ruban granitier breton
  - 2e de Tour de Gironde

### Résultats sur les grands tours

#### Tour d'Espagne
2 participations
- 1998 : 103e
- 1999 : abandon (18e étape)